# Vitkindad honungsfågel
Vitkindad honungsfågel (Phylidonyris niger) är en fågel i familjen honungsfåglar inom ordningen tättingar.

## Utseende
Vitkindad honungsfågel är en distinkt medlem av familjen med stora vita fläckar på kinderna. Undersidan är vit med svarta streck. På rygg, vingar och huvud är den svart, med gula fläckar på vingar och stjärt. Den liknar vitögd honungsfågel, men denna har två mindre vita fläckar på kinden snarare än en stor. 

## Utbredning och systematik
Vitkindad honungsfågel delas in i två underarter:
- Phylidonyris niger niger – förekommer i östra Australien (Atherton Tablelands till Wallaga Lake, sydöstra New South Wales)
- Phylidonyris niger gouldii – förekommer i kustnära sydvästra Western Australia

## Status
Arten har ett stort utbredningsområde och beståndet anses vara stabilt. Internationella naturvårdsunionen IUCN listar den därför som livskraftig (LC).